# Veszelin Topalov
 Ez a cikk a sakkjátszmák algebrai lejegyzését alkalmazza.
Veszelin Topalov (bolgárul Веселин Топалов, Rusze, 1975. március 15. –) bolgár sakkozó, nemzetközi nagymester, FIDE-sakkvilágbajnok (2005–2006), U14 korosztályos ifjúsági világbajnok (1989).
2005-ben ő nyerte el a Sakk-Oscar-díjat. 2006. júliusban az addig minden idők második legmagasabb Élő-pontszámával, 2813 ponttal rendelkezett. Ezt a pontszámát 2015. júliusban tudta meghaladni, amikor 2816 ponttal érte el élete eddigi legmagasabb Élő-pontértékét. A 2017. áprilisi állapot szerint egyike annak a tíz sakkozónak, aki pályafutása során elérte vagy meghaladta a 2800 Élő-pontot. 2006. április–2007. január, valamint 2008. október–2009. november között vezette a világranglistát. 2017. áprilisban az Élő-pontszáma 2741, amellyel a világranglista 21. helyén állt.

## Élete és sakkpályafutása

### Korai évei
Apja közgazdász, anyja orvos volt. Nyolcéves korában tanult meg sakkozni, és nagyon hamar gyors fejlődésnek indult. 12 éves kora óta dolgozik együtt Silvio Danailovval, aki máig trénere és mentora.
14 éves korában megnyerte a Puerto Ricó-i Aguadillában rendezett U14 korosztályos ifjúsági sakkvilágbajnokságot, egy évvel később a 2–3. helyen végzett az U16 világbajnokságon Szingapúrban.
1991-ben holtversenyben első helyen végzett Vrnjacka Banján, 2. lett Elgoibarban, és holtversenyes 1. helyezést szerzett Las Palmasban. Eredményei alapján 1992-ben kapta meg a nagymesteri címet.

### Nagy versenyek élén
A következő tíz évben több nagy versenyt megnyert, és a világ élvonalába került. 1992-ben 1. helyen végzett Terrassában, 1993-ban Budapesten a zónaversenyen, Visuvanádan Ánanddal és Vlagyimir Kramnyikkal holtversenyben első helyen végzett Madridban. 1994-ben Gata Kamsky és Anatolij Karpov mögött harmadik Las Palmasban, 1995-ben első Polanica Zdrojban a 32. Rubinstein-emlékversenyen és Elenitében.
1996-ban első helyet szerez Bécsben a Vienna Millenium versenyen (holtversenyben Karpovval és Borisz Gelfanddal), Novgorodban, Madridban, Leónban (holtversenyben Polgár Judittal), Dos Hermanasban (holtversenyben Vlagyimir Kramnyikkal), és az Euwe-emlékversenyen Amszterdamban (holtversenyben Garri Kaszparovvel). 1997-ben első helyen végzett a 6. Torneo Magistral versenyen Madridban,  és 3. lett a 2700-as átlag Élő-pontszámú dortmundi szuperversenyen Kramnyik és Ánand mögött.
2001-ben holtversenyben Kramnyikkal első helyen végzett a 2755 átlag-Élő-pontszámú dortmundi szupernagymester-versenyen, és a 2. helyet szerzi meg Szarajevóban. 2002-ben Borisz Gelfanddal holtversenyben első Cannes-ban a NAO Masters versenyen. 2003-ban a második helyen végzett Leonban,  és az első helyet szerezte meg Benidormban.

### Út a világbajnoki címig
Először az 1993–1996-os sakkvilágbajnoki ciklusban, 1993-ban indulhatott a világbajnoki címért folyó versengésben. A Budapesten rendezett zónaverseny megnyerése után a Bielben lezajlott 13 fordulós svájci rendszerű zónaközi versenyen azonban a 74 induló között csak a 63. helyet szerezte meg.
Az 1995-ös klasszikus sakkvilágbajnokság ugyancsak 1993-ban Groningenben rendezett kvalifikációs versenye már jobban sikerült, a 11 fordulós svájci rendszerű versenyen az 54 induló között a 21. helyen végzett.
Az 1998-as FIDE-sakkvilágbajnokság 1997. év végén rendezett előmérkőzései során kiemeltként csak a 2. fordulóban kellett versenybe szállnia, de ott rögtön vereséget szenvedett a holland Jeroet  Piket-től.
Az 1999-es FIDE-sakkvilágbajnokság kieséses rendszerű mérkőzéssorozatában kiemeltként a 2. fordulóban a néhány évvel később világbajnoki címet szerző ukrán Ruszlan Ponomarjovot győzte le 4–2-re, a 3. fordulóban az izraeli Lev Pszahisz ellen győzött 1,5–0,5-re, a nyolcaddöntőben az egy évvel később klasszikus világbajnoki címet nyerő Vlagyimir Kramnyik ütötte el a továbbjutástól rájátszás utáni 3–1 arányú győzelmével.
A 2000-es FIDE-sakkvilágbajnokságon egy körrel ismét feljebb, a negyeddöntőig jutott. Első mérkőzésén a 2. körben az orosz Andrej Harlov ellen, valamint a 3. körben honfitársa, Kiril Georgiej ellen egyaránt 1,5–0,5-re győzött, a negyedik körben az orosz Alekszej Dreev ellen több rájátszást követően 4–2-re győzött, és bejutott a legjobb nyolc közé. A negyeddöntőben azonban 1,5–0,5 arányban vereséget szenvedett a néhány évvel később világbajnoki döntőt is játszó angol Michael Adamstől.
A 2002-es FIDE-sakkvilágbajnokságon az első fordulóban az argentin Facundo Pierrot ellen 2–0-ra, a 2. körben a brazil Giovanni Vescoli ellen, valamint a 3. körben a kínai Csung Csang ellen 1,5–0,5-re győzött, a 4. fordulóban azonban többszöri rájátszás után 4–3-ra kikapott a 2000-ben világbajnoki döntőt is játszó Alekszej Sirovtól.
A 2004-es FIDE-sakkvilágbajnokságon a korábbi legjobb eredményéhez képest még egy lépéssel közelebb került a világbajnoki címhez, ezúttal az elődöntőig jutott. Első kiemeltként az 1. körben a líbiai Tarik Abulhul és a 2. körben a bolgár Aleksander Delchev ellen egyaránt 2–0-ra, a 3. körben a szlovák színekben játszó Szergej Movszeszjan ellen 1,5–0,5-re, a 4. körben a horvát Zdenko Kozul ellen 2–0-ra győzött. A negyeddöntőben az orosz Andrej Harlovot is 2–0-ra verte, és csak az elődöntőben állította meg rájátszás után 4–2-vel a versenyen a világbajnoki címet is megszerző Rusztam Kaszimdzsanov.
A 2004-es klasszikus sakkvilágbajnokság versenysorozatában újabb lépést tett a cím felé, ezúttal a 2002-es dortmundi szupertornán, amely a Professzionális Sakkszövetség (PCA) világbajnokjelöltek tornájának számított,  egészen a döntőig jutott. Az előverseny során a nyolc versenyző két négyes csoportban játszott kétfordulós körmérkőzést egymással, és Topalov a csoportjában Alekszej Sirovval holtversenyben végzett az élen. A párosmérkőzéses elődöntőben 3,5–2,5 arányban győzött az orosz Jevgenyij Barejev ellen, a döntőben a magyar Lékó Pétertől szenvedett 2,5–1,5 arányban vereséget. Így a világbajnoki címért a magyar versenyző mérkőzhetett meg a regnáló világbajnokkal Vlagyimir Kramnyikkal.
A 2005-ös FIDE-sakkvilágbajnokságot nem a korábban megszokott formában rendezték, hanem a világ legjobb nyolc sakkozójának kétfordulós körmérkőzéses versenye döntötte el a cím sorsát. Topalov ekkor ért a csúcsra, mert a versenyt meggyőző fölénnyel, 1,5 pont előnnyel nyerte a második helyen holtversenyben végző Visuvanádan Ánand és Peter Szvidler előtt, ezzel megszerezte a FIDE-világbajnok címet.
A 2006-ban Kramnyik ellen játszott „címegyesítő” világbajnoki mérkőzésen nagy küzdelemben maradt alul Vlagyimir Kramnyik ellen. Az alapjáték 6–6-ra végződött, és az utolsó forduló előtt még 7,5–7,5 arányú döntetlenre álltak, végül az utolsó játszma megnyerésével Kramnyik 8,5–7,5-re győzött, ezzel ő szerezte meg az egyesített világbajnoki címet.
A 2010-es sakkvilágbajnokság versenysorozatában, mint a 2006-os világbajnokság vesztese, csak a világbajnokjelöltek versenyének finisében kellett részt vennie. A világbajnokkal való párosmérkőzés jogáért a 2007-es sakkvilágkupa győztesével az amerikai Gata Kamskyval kellett megmérkőznie, akit 2009-ben Szófiában 4,5–2,5 arányban legyőzött, és így ismét mérkőzhetett a világbajnoki címért. A világbajnoki mérkőzésre Visuvanádan Ánand ellen 2010. március–áprilisban Szófiában került sor, amelyen Ánand az utolsó fordulóban elért győzelmével 6,5–5,5 arányban győzött, és megvédte világbajnoki címét.
A 2012-es sakkvilágbajnokságon az előző világbajnoki döntő veszteseként közvetlenül a világbajnokjelöltek versenyének párosmérkőzéses szakaszában indulhatott. Itt azonban a negyeddöntőben 2,5–1,5-re kikapott az amerikai Gata Kamskytól.
A 2014-es sakkvilágbajnokság világbajnokjelöltjeinek tornájára a 2012–2013. évi Grand Prix versenysorozat megnyerésével kvalifikálta magát. A 2014. márciusban Hanti-Manszijszkban rendezett világbajnokjelöltek versenyén a kétfordulós körmérkőzésen a nyolc versenyző között a nyolcadik helyen végzett.
A 2016-os sakkvilágbajnokság versenysorozatában a versenyeken kvalifikációt szerzettek mellett, mint a rajtuk kívüli legmagasabb két Élő-pontszámmal rendelkező versenyző egyike jogot szerzett a 2016. márciusban Moszkvában rendezett világbajnokjelöltek versenyén való indulásra, ahol a nyolc versenyző közül holtversenyben a nyolcadik helyen végzett.

### További kiemelkedő eredményei
2005-ben a harmadik helyen végzett a Corus sakktornán Wijk aan Zee-ban, majd Garri Kaszparovval holtversenyben első helyezést ért el a Linaresben rendezett szupertornán, és első lett Visuvanádan Ánand előtt a 2747 átlag-Élő-pontszámú szófiai M-Tel tornán. 2006-ban Ánanddal holtversenyben első lett a Corus sakktornán Wijk aan Zee-ban,  és megismételte győzelmét a szófiai M-Tel Masters versenyen, valamint 3. helyen végzett a Moreliában és Linaresben rendezett 2732-es átlagú szupertornán. 2007-ben ismét első lett a Corus sakktornán (holtversenyben) és az M-Tel Masters versenyen, és első helyezést ért el a Vitoria Gasteizben rendezett szupertornán is. 2008-ban is két nagy tornát nyert: Bilbaóban a Grand Slam Chess Finalt,  és a Pearl Spring tornát Nancsingban.
2010-ben első helyen végzett Linaresben,  és 2012-ben holtversenyben első Bukarestben egy 2747 átlagpontszámú szupertornán. 2013-ban 2. helyen végzett a Sberbank Openen, holtversenyben első a Duna-kupa versenyen Bulgáriában. 2014-ben 3. helyezést ért el a 23-as kategóriájú (2802 átlag Élő-pontszámú) Sinquefield Cup versenyen, 2015. januárban holtversenyes 3. helyet szerzett a Tradewise Gibraltar versenyen.

## Eredményei csapatban

### Olimpiai szereplései
1994–2016 között kilenc alkalommal szerepelt Bulgária válogatottjában a sakkolimpián, mindannyiszor az 1. táblán. Egyéni teljesítménye alapján két alkalommal (1994, 2014) nyert aranyérmet, két alkalommal (1998, 2000) ezüstérmet és egyszer bronzérmet (2008).

### Sakkcsapat Európa-bajnokság
1999–2013 között öt alkalommal szerepelt Bulgária válogatottjának első táblásaként a sakkcsapatok Európa-bajnokságán. Egyéni teljesítménye alapján 1999-ben és 2013-ban aranyérmet nyert.

### Klubcsapatok Európa-kupája
A klubcsapatok Európa-kupájában 1999-ben a Bosna Sarajevo, 2012-ben és 2014-ben a SOCAR Baku csapatával aranyérmet, 2013-ban bronzérmet szerzett. Egyéni teljesítménye 2012-ben és 2014-ben tábláján a mezőnyben a legjobb, 2013-ban a 3. legjobb volt.

## Emlékezetes játszmái
|    | |    |    |    |    |    |    |
|    | \| \| \| \| \| \| \| \| \| \| \| \| \| \| \| \| \| \| \| \| \| \| \| \| \| \| \| \| \| \| \| \| \| \| \| \| \| \| \| \| \| \| \| \| \| \| \| \| \| \| \| \| \| \| \| \| \| \| \| \| \| \| \| \| \| \| \| \| \| \| \| \| |    |    |    |    |    |    |
|    | |    |    |    |    |    |    |
| a8 | b8 | c8 | d8 | e8 | f8 | g8 | h8 |
| a7 | b7 | c7 | d7 | e7 | f7 | g7 | h7 |
| a6 | b6 | c6 | d6 | e6 | f6 | g6 | h6 |
| a5 | b5 | c5 | d5 | e5 | f5 | g5 | h5 |
| a4 | b4 | c4 | d4 | e4 | f4 | g4 | h4 |
| a3 | b3 | c3 | d3 | e3 | f3 | g3 | h3 |
| a2 | b2 | c2 | d2 | e2 | f2 | g2 | h2 |
| a1 | b1 | c1 | d1 | e1 | f1 | g1 | h1 |

| a8 | b8 | c8 | d8 | e8 | f8 | g8 | h8 |
| a7 | b7 | c7 | d7 | e7 | f7 | g7 | h7 |
| a6 | b6 | c6 | d6 | e6 | f6 | g6 | h6 |
| a5 | b5 | c5 | d5 | e5 | f5 | g5 | h5 |
| a4 | b4 | c4 | d4 | e4 | f4 | g4 | h4 |
| a3 | b3 | c3 | d3 | e3 | f3 | g3 | h3 |
| a2 | b2 | c2 | d2 | e2 | f2 | g2 | h2 |
| a1 | b1 | c1 | d1 | e1 | f1 | g1 | h1 |

Topalov–Kramnyik (2008) 1–0, 45 lépés, fél-szláv védelem, moszkvai ellencsel (ECO D44)
1.d4 d5 2.c4 c6 3.Hf3 Hf6 4.Hc3 e6 5.Fg5 h6 6.Fh4 dxc4 7.e4 g5 8.Fg3 b5 9.Fe2 Fb7 10.O-O Hbd7 11.He5 Fg7 (diagram) 12.Hxf7 Kxf7 13.e5 Hd5 14.He4 Ke7 15.Hd6 Vb6 16.Fg4 Baf8 17.Vc2 Vxd4 18.Vg6 Vxg4 19.Vxg7+ Kd8 20.Hxb7+ Kc8 21.a4 b4 22.Bac1 c3 23.bxc3 b3 24.c4 Bfg8 25.Hd6+ Kc7 26.Vf7 Bf8 27.cxd5 Bxf7 28.Bxc6+ Kb8 29.Hxf7 Be8 30.Hd6 Bh8 31.Bc4 Ve2 32.dxe6 Hb6 33.Bb4 Ka8 34.e7 Hd5 35.Bxb3 Hxe7 36.Bfb1 Hd5 37.h3 h5 38.Hf7 Bc8 39.e6 a6 40.Hxg5 h4 41.Fd6 Bg8 42.B3b2 Vd3 43.e7 Hf6 44.Fe5 Hd7 45.He6 1-0
Topalov–Aronjan (2006) 1–0, 44 lépés, vezérindiai védelem (ECO E15)
1.d4 Hf6 2.c4 e6 3.Hf3 b6 4.g3 Fa6 5.b3 Fb4+ 6.Fd2 Fe7 7.Fg2 c6 8.Fc3 d5 9.He5 Hfd7 10.Hxd7 Hxd7 11.Hd2 O-O 12.O-O Hf6 13.e4 b5 14.exd5 exd5 15.Be1 Bb8 16.c5 Fc8 17.Hf3 He4 18.Bxe4 dxe4 19.He5 Vd5 20.Ve1 Ff5 21.g4 Fg6 22.f3 b4 23.fxe4 Ve6 24.Fb2 Ff6 25.Hxc6 Vxc6 26.e5 Va6 27.exf6 Bfe8 28.Vf1 Ve2 29.Vf2 Vxg4 30.h3 Vg5 31.Fc1 Vh5 32.Ff4 Bbd8 33.c6 Fe4 34.c7 Bc8 35.Be1 Vg6 36.Bxe4 Bxe4 37.d5 Bce8 38.d6 Be1+ 39.Kh2 Vf5 40.Vg3 g6 41.Vg5 Vxg5 42.Fxg5 Bd1 43.Fc6 Be2+ 44.Kg3 1-0

|    | |    |    |    |    |    |    |
|    | \| \| \| \| \| \| \| \| \| \| \| \| \| \| \| \| \| \| \| \| \| \| \| \| \| \| \| \| \| \| \| \| \| \| \| \| \| \| \| \| \| \| \| \| \| \| \| \| \| \| \| \| \| \| \| \| \| \| \| \| \| \| \| \| \| \| \| \| \| \| \| \| |    |    |    |    |    |    |
|    | |    |    |    |    |    |    |
| a8 | b8 | c8 | d8 | e8 | f8 | g8 | h8 |
| a7 | b7 | c7 | d7 | e7 | f7 | g7 | h7 |
| a6 | b6 | c6 | d6 | e6 | f6 | g6 | h6 |
| a5 | b5 | c5 | d5 | e5 | f5 | g5 | h5 |
| a4 | b4 | c4 | d4 | e4 | f4 | g4 | h4 |
| a3 | b3 | c3 | d3 | e3 | f3 | g3 | h3 |
| a2 | b2 | c2 | d2 | e2 | f2 | g2 | h2 |
| a1 | b1 | c1 | d1 | e1 | f1 | g1 | h1 |

| a8 | b8 | c8 | d8 | e8 | f8 | g8 | h8 |
| a7 | b7 | c7 | d7 | e7 | f7 | g7 | h7 |
| a6 | b6 | c6 | d6 | e6 | f6 | g6 | h6 |
| a5 | b5 | c5 | d5 | e5 | f5 | g5 | h5 |
| a4 | b4 | c4 | d4 | e4 | f4 | g4 | h4 |
| a3 | b3 | c3 | d3 | e3 | f3 | g3 | h3 |
| a2 | b2 | c2 | d2 | e2 | f2 | g2 | h2 |
| a1 | b1 | c1 | d1 | e1 | f1 | g1 | h1 |

Topalov–Ponomarjov (2005) 1–0, 30 lépés, vezérindiai védelem (ECO E15)
1.d4 Hf6 2.c4 e6 3.Hf3 b6 4.g3 Fa6 5.b3 Fb4+ 6.Fd2 Fe7 7.Hc3 O-O 8.Bc1 c6 9.e4 d5 10.e5 He4 11.Fd3 Hxc3 12.Bxc3 c5 13.dxc5 bxc5 14.h4 h6 15.Fb1 f5 16.exf6 Fxf6 17.Vc2 d4 (diagram) 18.Hg5 hxg5 19.hxg5 dxc3 20.Ff4 Kf7 21.Vg6+ Ke7 22.gxf6+ Bxf6 23.Vxg7+ Bf7 24.Fg5+ Kd6 25.Vxf7 Vxg5 26.Bh7 Ve5+ 27.Kf1 Kc6 28.Ve8+ Kb6 29.Vd8+ Kc6 30.Fe4+ 1-0
Szvidler–Topalov (2005) 0–1, 44 lépés, szicíliai védelem, Najdorf-változat (ECO B90)
1.e4 c5 2.Hf3 d6 3.d4 cxd4 4.Hxd4 Hf6 5.Hc3 a6 6.Fe3 Hg4 7.Fg5 h6 8.Fh4 g5 9.Fg3 Fg7 10.h3 He5 11.Hf5 Fxf5 12.exf5 Hbc6 13.Hd5 e6 14.He3 Va5+ 15.c3 Hf3+ 16.Vxf3 Fxc3+ 17.Kd1 Va4+ 18.Hc2 Fxb2 19.fxe6 fxe6 20.Vb3 Vxb3 21.axb3 Fxa1 22.Hxa1 Ke7 23.Fd3 Bac8 24.Be1 Hd4 25.f3 Bc3 26.Kd2 Bhc8 27.Bb1 B3c5 28.b4 Bd5 29.Ff2 Kd7 30.Fe3 Hf5 31.Ff2 Hh4 32.Fxh4 gxh4 33.Hc2 h5 34.Be1 Bg8 35.Kc3 a5 36.Fc4 Bc8 37.He3 Bb5 38.Kd3 Bxb4 39.Fxe6+ Kxe6 40. Hc2+ Kd5 41. Hxb4+ axb4 42. Be7 b5 43.Bh7 Bc3+ 44. Kd2 Bc4 0-1